# Leslie Ward
Pour les articles homonymes, voir Ward.
Leslie Matthew Ward, né le 21 novembre 1851 et mort le 15 mai 1922 , est un portraitiste et caricaturiste britannique. La plupart de ses œuvres parurent dans Vanity Fair (1868-1914). Il signait habituellement ses croquis sous le pseudonyme de Spy et utilisait parfois l'anagramme de son nom inversé : Drawl.

## Biographie
Il est le fils de deux artistes, Edward Matthew Ward et Henrietta Ward. Il fait ses premières armes pendant ses études à Eton College puis à Windsor, en prenant pour modèles ses professeurs et ses condisciples.
Il publie ses mémoires en 1915.

## Galerie

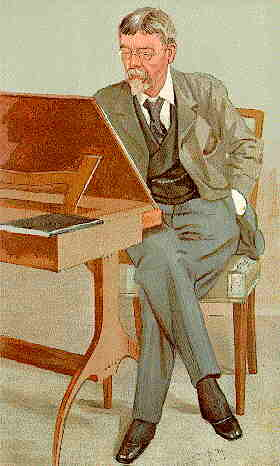
George du Maurier
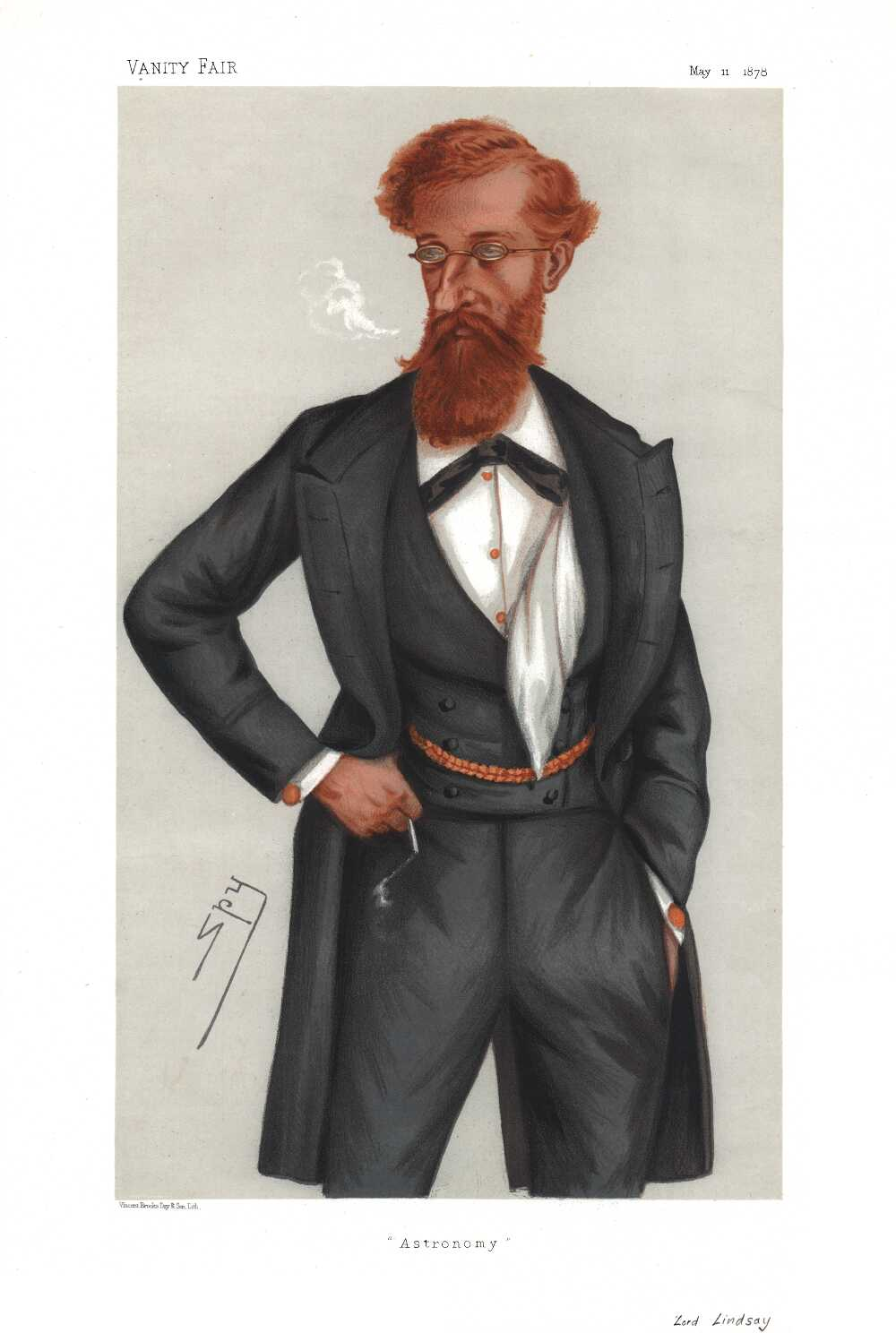
James Ludovic Lindsay
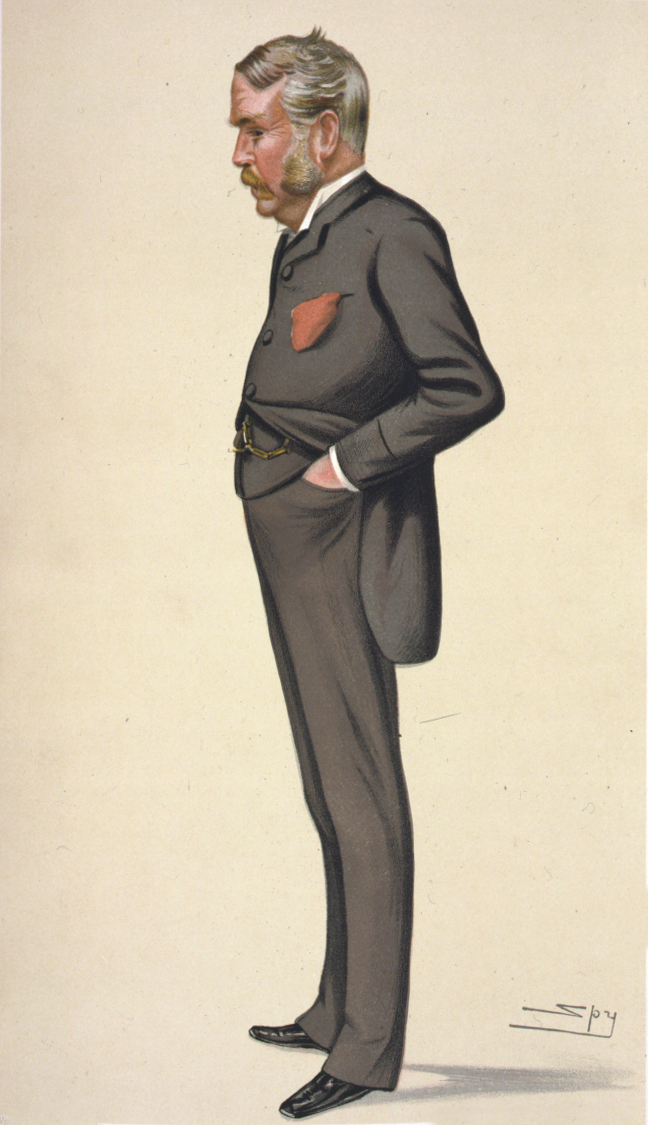
William S. Gilbert
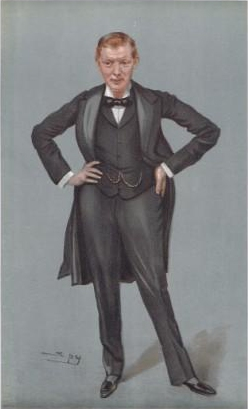
Winston Churchill (1900)
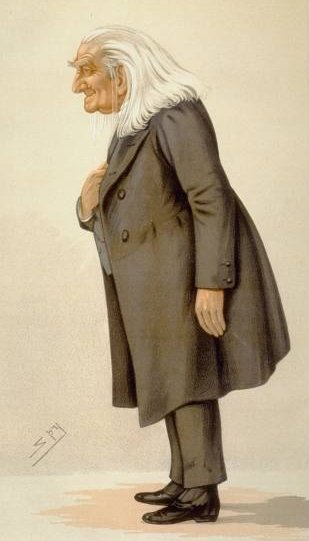
Franz Liszt
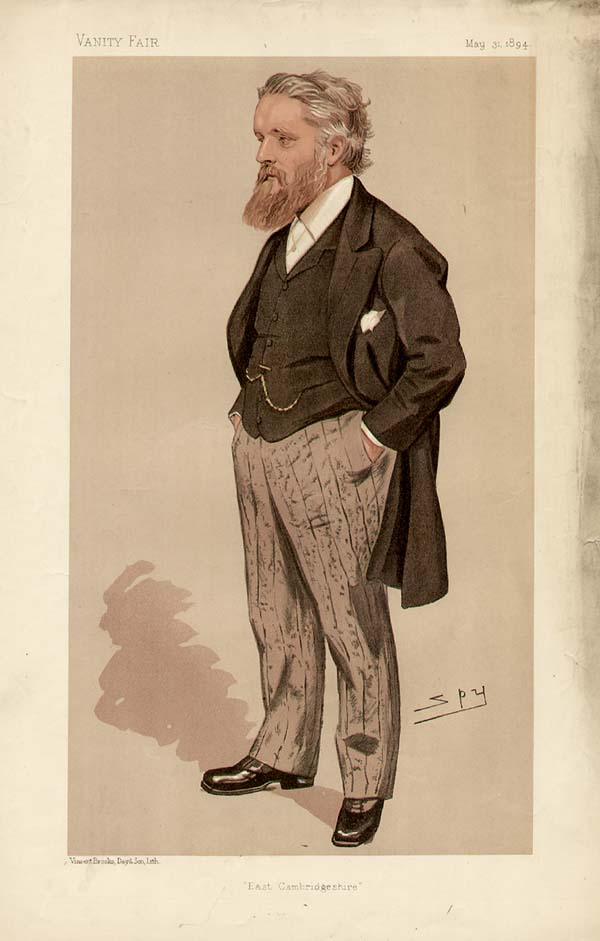
George Newnes (1894).